# United States Bullion Depository

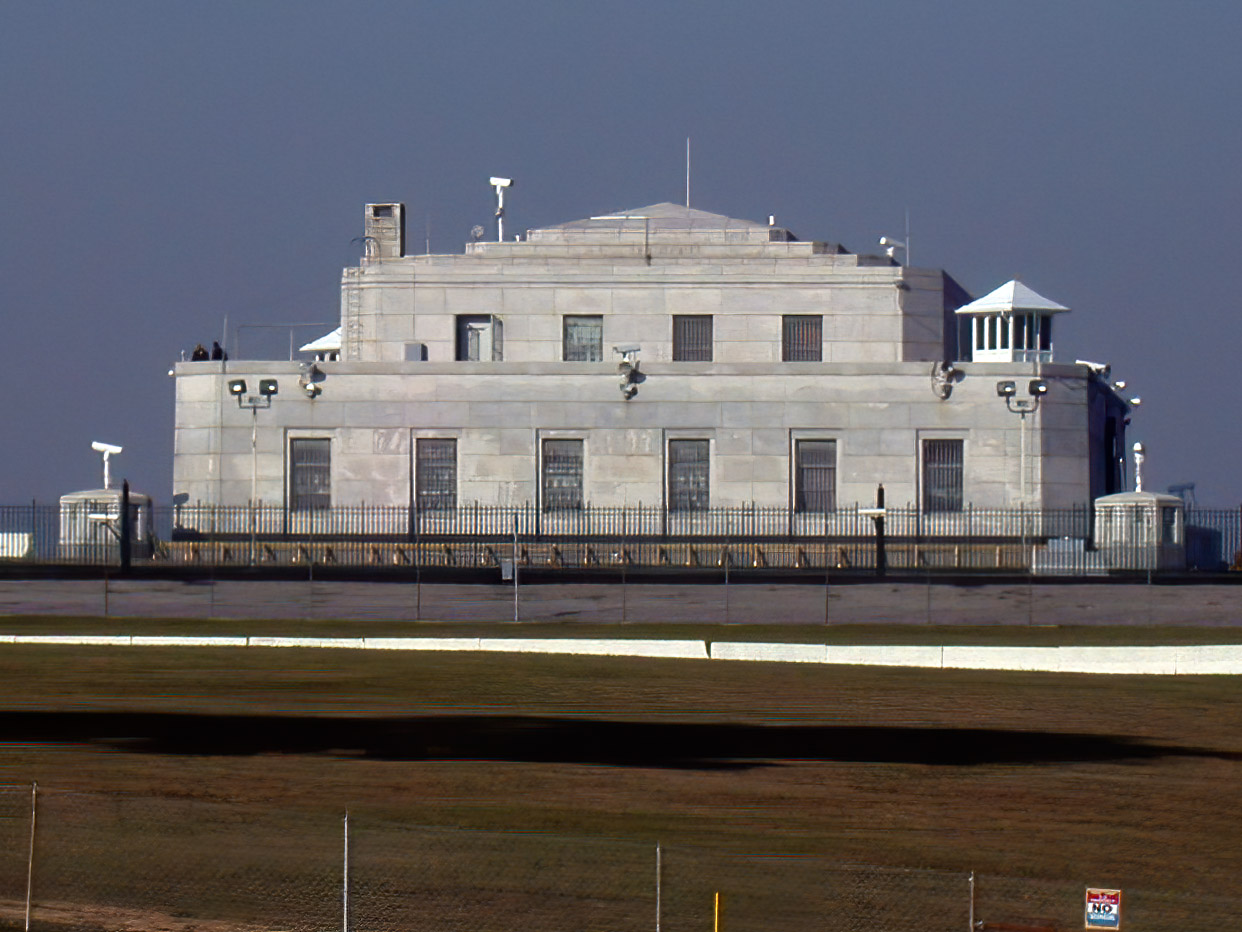
Budova v roce 2019

United States Bullion Depository (česky Depozitář drahých kovů Spojených států) je opevněná budova umístěná poblíž stanoviště Armády Spojených států amerických Fort Knox v Kentucky, která bývá označována za nejlépe zabezpečenou budovu planety. Uvnitř budovy se nachází trezor, v němž je uložena velká část zlatých rezerv Spojených států, jakož i dalších cenných předmětů, které patří federální vládě nebo jsou v jejím držení. 
K roku 2024 je zde uloženo zhruba 147 milionů troyských uncí zlata v podobě ingotů o rozměrech 7 x 3 a ⅝ x 1 a ¾ palce. (17,78 x 9,2 x 4,45 cm); z nichž každý váží 400 uncí.

## Historie
Ministerstvo financí postavilo depozitář v roce 1936 na pozemcích, které mu byly předány armádou. Jeho účelem bylo ukrýt zlato dříve uložené v New Yorku a Philadelphii, v souladu se strategií přesunout zlaté rezervy z pobřežních měst do oblastí méně zranitelných vůči cizímu vojenskému útoku. První transport zlata proběhl v první polovině roku 1937, druhý byl dokončen v roce 1941. Celkové množství zlata činilo zhruba 650 milionů troyských uncí.

## Galerie

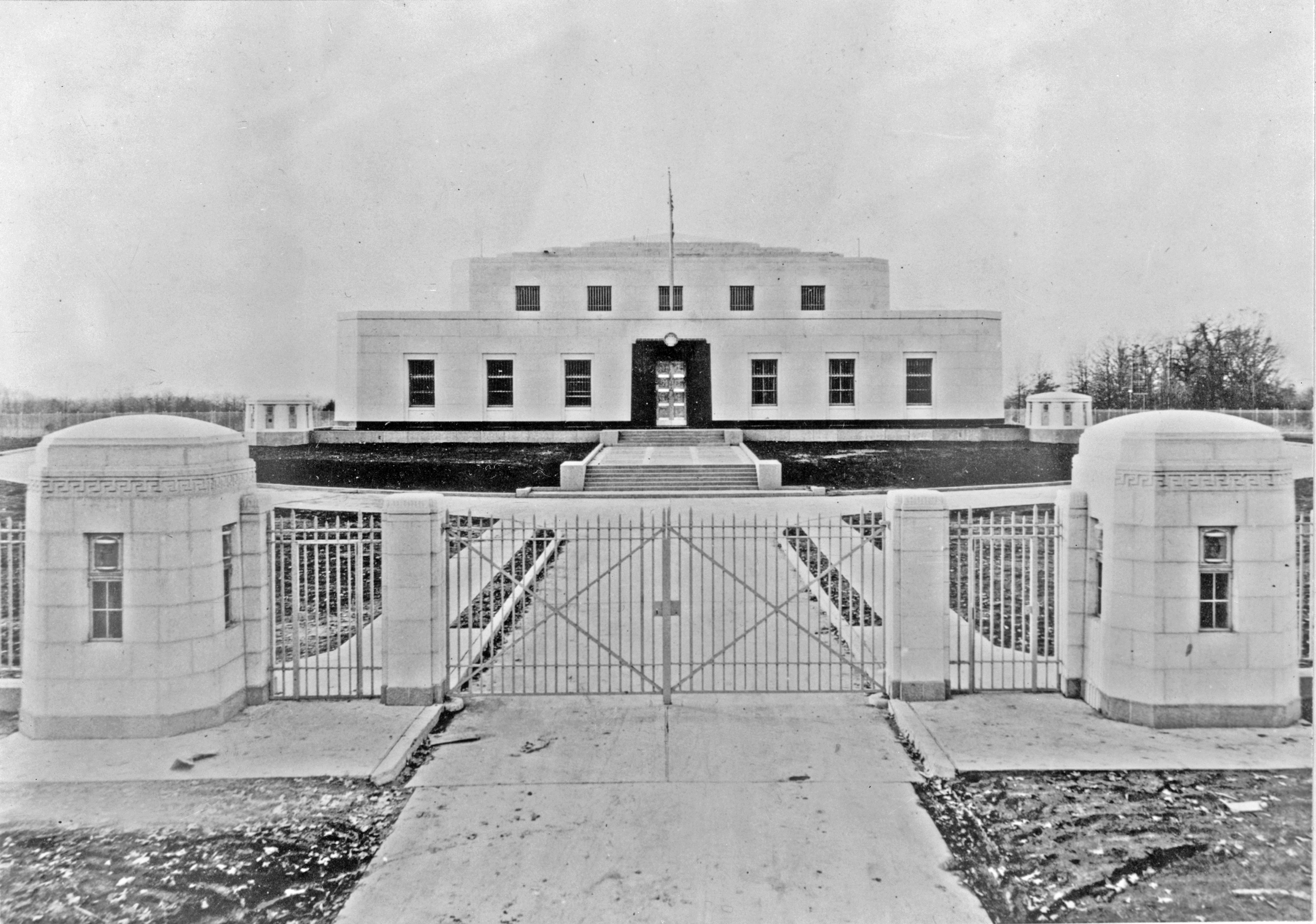
Budova v roce 1939
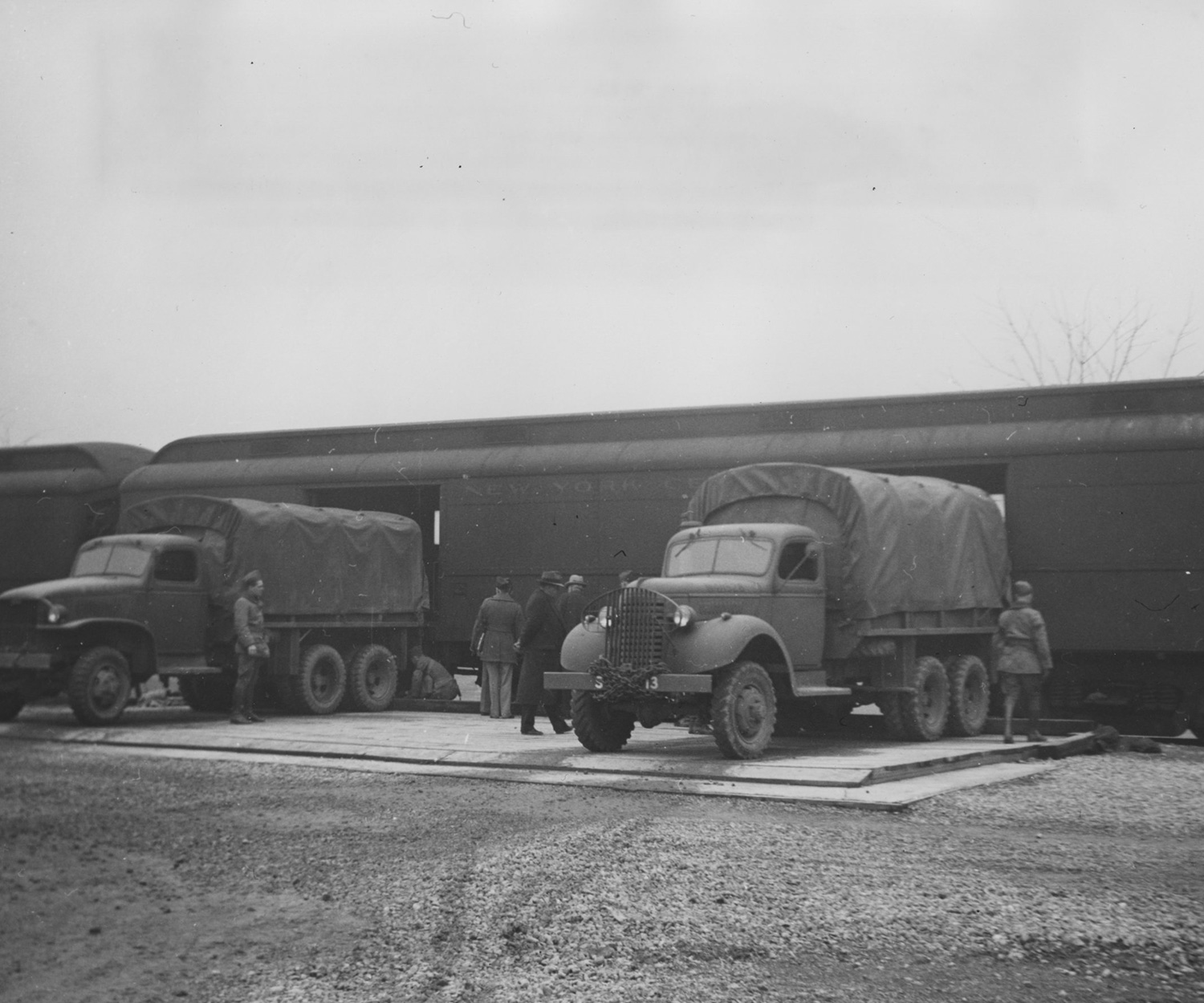
Přeprava zlata, 1941
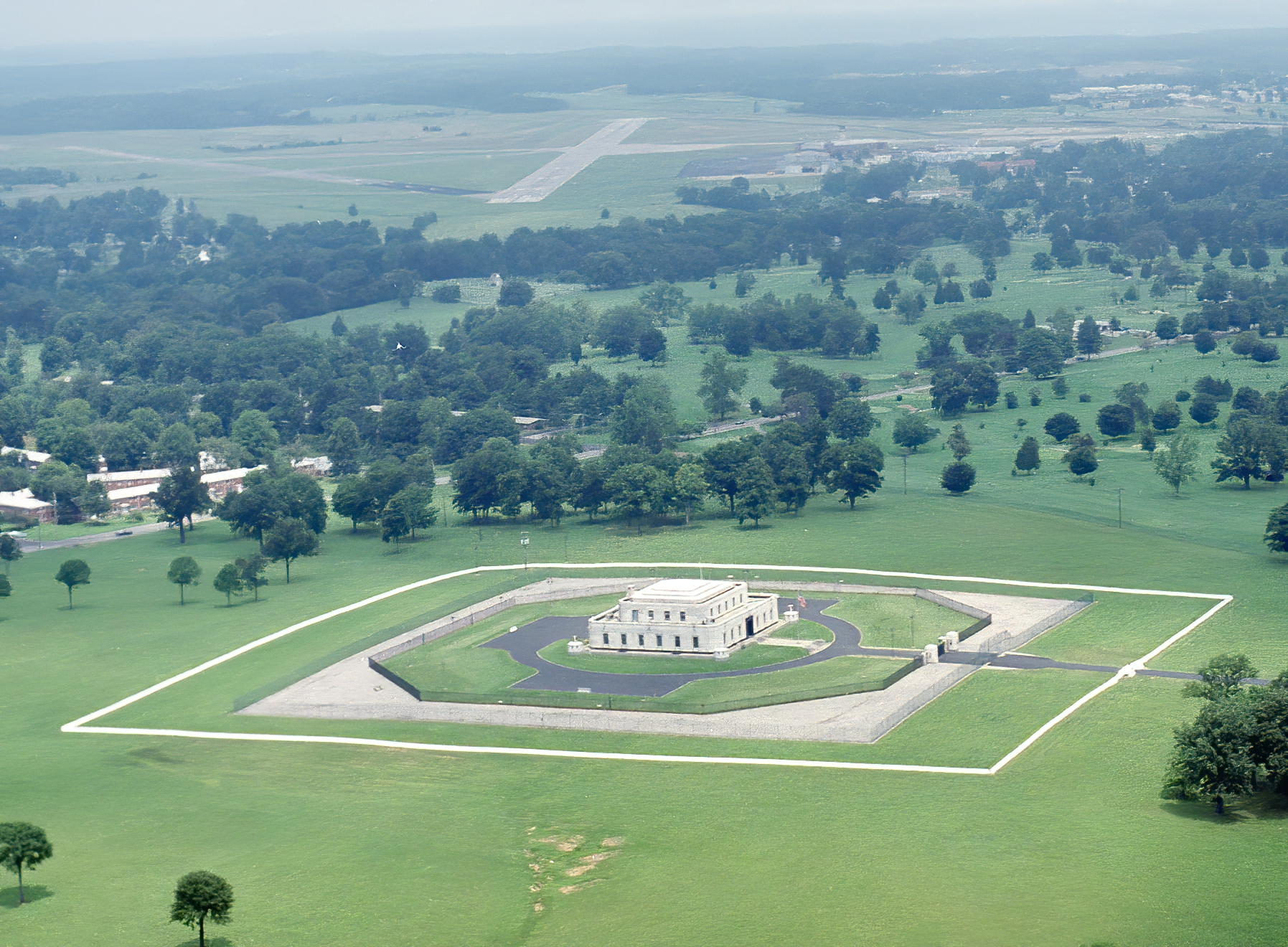
Budova v roce 1989
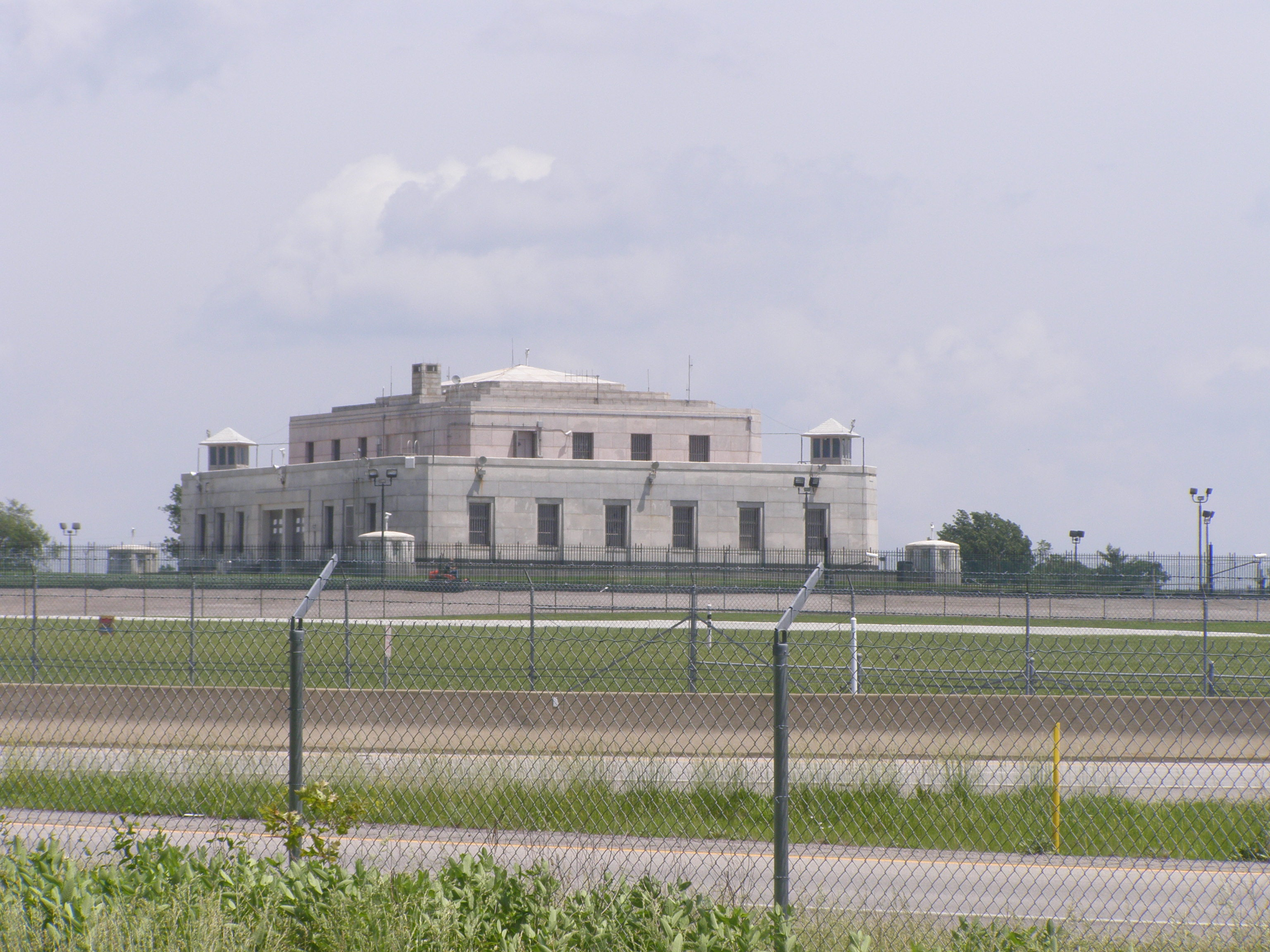
Budova v roce 2011
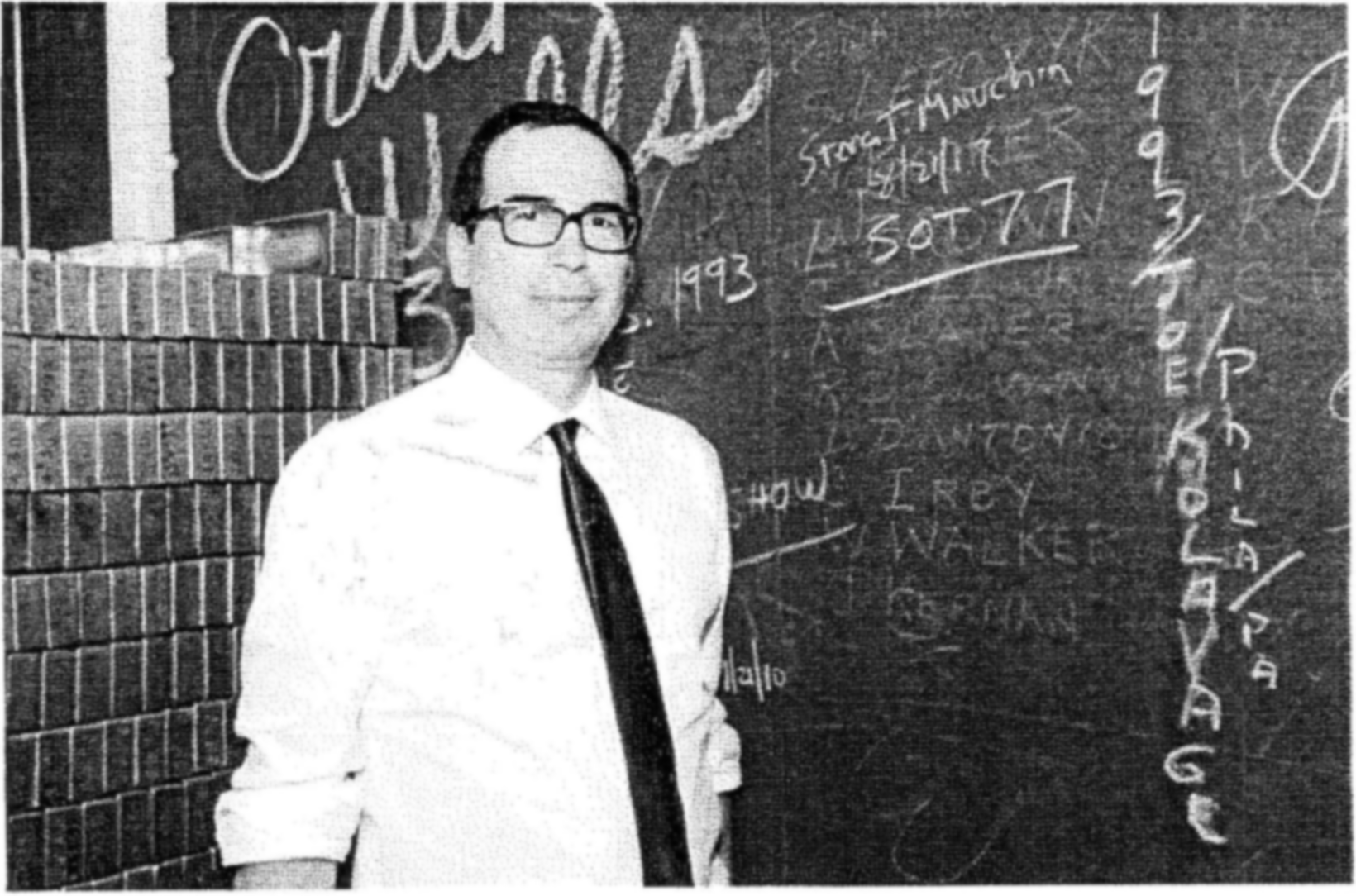
Ministr financí Steven Mnuchin při inspekci trezoru, 2017